# Natriciteres variegata
Espèce
Synonymes
- Mizodon variegatus Peters, 1861

Natriciteres variegata est une espèce de serpents de la famille des Natricidae. 

## Répartition
Cette espèce se rencontre au Mozambique, dans l'est du Zimbabwe, dans le sud de la République démocratique du Congo, en Tanzanie, au Rwanda, au Burundi, en République centrafricaine, en Guinée équatoriale, au Cameroun, au Nigeria, au Togo, au Bénin, au Ghana, en Côte d'Ivoire, au Liberia, au Sierra Leone, en Guinée et au Burkina Faso.

## Taxinomie
La sous-espèce Natriciteres variegata pembana a été élevée au rang d'espèce.

## Publication originale
- Peters, 1861 : Die Beschreibung von zwei neuen Schlangen, Mizodon variegatus aus westafrika und Bothriopsis quadriscutata. Monatsberichte der Königlich Preussischen Akademie der Wissenschaften zu Berlin, vol. 1861, p. 358-360 (texte intégral).